# Tim van Rijthoven
Tim van Rijthoven (* 24. April 1997 in Roosendaal) ist ein niederländischer Tennisspieler.

## Karriere
Tim van Rijthoven spielte zwischen 2011 und 2015 auf der Junior Tour. Dort erreichte er 2014 als bestes Ergebnis bei den Junior-Grand-Slam-Turnieren das Viertelfinale von Wimbledon sowie das Achtelfinale der Australian Open 2015. Im Doppel gelang ihm darüber hinaus bei allen Grand Slams außer den French Open mindestens das Viertelfinale zu erreichen, in Wimbledon 2014 sogar das Halbfinale, was gegen die späteren Sieger Orlando Luz und Marcelo Zormann verloren ging. In der Junior-Rangliste hat van Rijthoven als besten Rang Platz 13 im März 2015 geschafft.
Auf der Profitour spielte Tim van Rijthoven ab Ende 2013 gelegentlich, ein erster Achtungserfolg gelang ihm im November 2014, als er bei einem Future ein Halbfinale erreichen konnte. Es dauerte bis Oktober 2015, ehe der Niederländer erneut kleine Erfolge zu verbuchen hatte: Bei Futures gelangen ihm in Folge ein Halbfinale und zwei Finals zu erreichen, von denen er eines zu seinem ersten Future-Titel verwerten konnte. Das Jahr beendete er auf Rang 600 der Weltrangliste. Zu Beginn des Jahres 2016 bekam van Rijthoven von der Turnierleitung eine Wildcard für die Qualifikation des ABN AMRO World Tennis Tournament, wo er jedoch gegen Jewgeni Donskoi in zwei Sätzen unterlag. Ein kleiner Durchbruch gelang ihm schließlich beim Challenger-Turnier in Challenger Banque Nationale. Als Qualifikant gestartet, kämpfte er sich bis ins Halbfinale. Bis Mitte August stand der Niederländer innerhalb der Top 350, wodurch ihm von der Turnierleitung des ATP-World-Tour-Turniers in Winston-Salem eine Wildcard für die Qualifikation erteilt wurde. Zwar verlor er in Runde zwei gegen Radu Albot, rückte jedoch als Lucky Loser ins Hauptfeld nach und kam dadurch zu seiner Premiere auf der World Tour. Hier unterlag er Jiří Veselý in drei Sätzen. Im Doppel erreichte der 19-Jährige neben vier Future-Titeln auch ein Challenger-Finale in Scheveningen. Bis Ende des Jahres konnte van Rijthoven sich – in Einzel und Doppel – jeweils in den Top 400 halten. Mit dem TC Versmold gelang van Rijthoven 2016 der Aufstieg in die 2. Tennis-Bundesliga. Im Juni 2022 erreichte van Rijthoven als Wildcard-Inhaber das Finale des Turniers von ’s-Hertogenbosch. Auf dem Weg dorthin besiegte er die gesetzten Taylor Fritz und Félix Auger-Aliassime. Im Finale besiegte er den Weltranglistenersten Daniil Medwedew glatt in zwei Sätzen und gewann somit seinen ersten Titel auf der ATP Tour. Durch diesen Erfolg verbesserte sich van Rijthoven auf Platz 106 der Weltrangliste.

### Davis Cup
Seine Premiere für die niederländische Davis-Cup-Mannschaft hatte Tim van Rijthoven 2015, als er gegen die Schweiz im Dead-Rubber-Match gegen Henri Laaksonen verlor. 2016 gelang ihm gegen Mikael Ymer in einem ebenfalls angesichts des Standes von 4:0 nicht mehr spielentscheidenden Match sein erster Sieg im Davis Cup.

## Erfolge
| Legende (Anzahl der Siege) |
| Grand Slam                 |
| ATP Finals                 |
| ATP Tour Masters 1000      |
| ATP Tour 500               |
| ATP Tour 250 (1)           |
| ATP Challenger Tour (3)    |

| ATP-Titel nach Belag |
| Hartplatz (0)        |
| Sand (0)             |
| Rasen (1)            |

### Einzel

#### Turniersiege

##### ATP Tour
| Nr. | Datum         | Turnier          | Belag | Finalgegner     | Ergebnis |
| --- | ------------- | ---------------- | ----- | --------------- | -------- |
| 1.  | 12. Juni 2022 | ’s-Hertogenbosch | Rasen | Daniil Medwedew | 6:4, 6:1 |

### Doppel

#### Turniersiege
| Nr. | Datum              | Turnier    | Belag         | Partner        | Finalgegner                        | Ergebnis          |
| --- | ------------------ | ---------- | ------------- | -------------- | ---------------------------------- | ----------------- |
| 1.  | 29. Mai 2021       | Oeiras     | Sand          | Jesper de Jong | Julian Lenz Roberto Quiroz         | 6:1, 7:63         |
| 2.  | 24. Juli 2021      | Pozoblanco | Hartplatz     | Igor Sijsling  | Diego Hidalgo Sergio Martos Gornés | 5:7, 7:64, [10:5] |
| 3.  | 18. September 2021 | Rennes     | Hartplatz (i) | Bart Stevens   | Marek Gengel Tomáš Macháč          | 6:72, 7:5, [10:3] |